# Nuno André Coelho
Nuno André Silva Coelho (ur. 7 stycznia 1986 w Penafiel) – portugalski piłkarz występujący na pozycji obrońcy. Zawodnik klubu GD Chaves. 

## Kariera klubowa
Coelho karierę rozpoczynał w 2005 roku w zespole FC Porto z Primeira Liga. W 2006 roku przebywał na wypożyczeniu w trzecioligowej drużynie FC Maia. Na sezon 2006/2007 został wypożyczony do belgijskiego Standardu Liège. W Eerste klasse pierwszy raz wystąpił 4 sierpnia 2006 roku przeciwko Charleroi (1:2). Sezon 2007/2008 Coelho spędził na wypożyczeniu w portugalskim drugoligowcu, Portimonense SC.
W połowie 2008 roku wypożyczono go do Estreli Amadora z Primeira Liga. W lidze tej zadebiutował 24 sierpnia 2008 roku w wygranym 1:0 pojedynku z Académiką Coimbra. 3 maja 2009 roku w wygranym 2:1 meczu z Leixões SC strzelił pierwszego gola w Primeira Liga. W połowie 2009 roku Coelho wrócił do Porto. Swoje jedyne spotkanie w jego barwach rozegrał 9 maja 2010 roku przeciwko União Leiria (4:1). W tym samym roku zdobył z zespołem mistrzostwo Portugalii.
W 2010 roku odszedł do innego pierwszoligowca, Sportingu CP. Zadebiutował tam 14 sierpnia 2010 roku w przegranym 0:1 pojedynku z FC Paços de Ferreira. Przez rok w barwach Sportingu zagrał dziewięć razy.
W 2011 roku Coelho podpisał kontrakt z zespołem SC Braga, także grającym w Primeira Liga. Pierwszy ligowy mecz zaliczył tam 21 sierpnia 2011 roku przeciwko CS Marítimo (2:0). W 2012 roku zajął z zespołem 3. miejsce w Primeira Liga. W 2014 przeszedł do Balıkesirsporu. W 2016 trafił do Sporting Kansas City, a w 2017 do GD Chaves.

## Kariera reprezentacyjna
Coelho jest byłym reprezentantem Portugalii U-20 oraz U-21.